# Hydroptila fonsorontina
Hydroptila fonsorontina är en nattsländeart som beskrevs av Lazar Botosaneanu och Moubayed 1985. Hydroptila fonsorontina ingår i släktet Hydroptila och familjen smånattsländor. Inga underarter finns listade i Catalogue of Life.